# Kemiriombo (Gemawang)
Kemiriombo is een bestuurslaag in het regentschap Temanggung van de provincie Midden-Java, Indonesië. Kemiriombo telt 2417 inwoners (volkstelling 2010).